# Il carcere
Il carcere è un romanzo breve di Cesare Pavese, scritto tra il 27 novembre e il 16 aprile 1939. Venne pubblicato nel 1948 insieme a La casa in collina nel volume Prima che il gallo canti, a Torino, dalla casa editrice Einaudi.
La storia è ispirata al periodo di confino trascorso da Pavese a Brancaleone Calabro, tra il 4 agosto 1935 e il 15 marzo 1936.

## Trama
In terza persona, attraverso la figura dell'Ingegnere Stefano, Pavese, condannato per ricevere delle lettere in casa sua, proteggendo così la "donna dalla voce rauca", a cui le consegnava, racconta ne Il Carcere la sua esperienza e i suoi stati d'animo, attribuendo un significato intimo e personale ai paesaggi, primo fra tutti il mare, definito "la quarta parete della sua prigione", e alla gente che, come sostiene in una lettera scritta alla sorella Maria, "di questi paesi è di un tratto e di una cortesia che hanno una sola spiegazione: qui una volta la civiltà era greca". 
All'inizio "... sapeva che dappertutto è paese, e le occhiate incuriosite e caute delle persone lo rassicurano sulla loro simpatia", poi con queste persone frequenterà l'osteria, andrà a caccia (gli rimarrà impressa la parola quaglia che ogni donna porta con sé e Stefano sentirà di amare quella gente e quella terra, soltanto per questa parola). 

## Analisi dell'opera
Componente centrale del racconto è la figura della donna. Il rapporto con Elena, figlia della padrona di casa, e con Concia - "c'era qualcosa di caprigno, selvatico ed insieme dolcissimo" - ritorna costante nella narrazione. Il mito e il selvaggio, compagnia e solitudine, spontaneità e riservatezza, e molti altri dualismi, faranno de Il Carcere (considerata la prima opera della maturità di Cesare Pavese) un racconto coinvolgente e ritmico. Uno spaccato di vita dell'Italia meridionale della metà degli anni trenta nella "chiusura di orizzonte che è il confino" e "con una penna ch'era tutta la gioia della sua libertà".

## Edizioni
- Cesare Pavese, Il carcere, collana Supercoralli, Einaudi, 1961,  p. 471.
- Cesare Pavese, Il carcere, a cura di Chiara Tavella, in Prima che il gallo canti, a cura di Laura Nay e Chiara Tavella, Milano, BUR Contemporanea, 2021.